# Euxoa falvidens
Euxoa falvidens là một loài bướm đêm trong họ Noctuidae.